# Halysidota antipholella
Halysidota antipholella är en fjärilsart som beskrevs av Embrik Strand 1919. Halysidota antipholella ingår i släktet Halysidota och familjen björnspinnare. Inga underarter finns listade i Catalogue of Life.